# The Black Horse Troop of Culver
The Black Horse Troop of Culver è un cortometraggio muto del 1911. Il nome del regista non viene riportato nei credit del film prodotto dalla Champion Film Company di Mark M. Dintenfass.

## Produzione
Il film fu prodotto dalla Champion Film Company, una compagnia indipendente che Dintenfass aveva fondato nel 1909, stabilendone gli studi a Fort Lee, nel New Jersey. Il documentario venne girato a Culver, nell'Indiana

## Distribuzione
Distribuito dalla Motion Picture Distributors and Sales Company, il documentario - un cortometraggio di una bobina - uscì nelle sale cinematografiche USA il 25 settembre 1911.